# Кейлен (Чилі)
Кейлен (ісп. Queilén) — селище в Чилі. Адміністративний центр однойменної комуни. Населення — 1912 осіб (2002). Селище і комуна входить до складу провінції Чилое і регіону Лос-Лагос.
Територія комуни — 332,9 км². Чисельність населення — 5298 мешканців (2007). Щільність населення — 15,91 особи/км².

## Розташування
Селище розташоване на острові Чилое за 163 км на південний захід від адміністративного центру регіону міста Пуерто-Монт та за 51 км на південний схід від адміністративного центру провінції міста Кастро.
Комуна межує:
- на півдні — з комуною Кельйон
- на заході — з комуною Чончі

На сході комуни розташована затока Анкуд.

## Демографія
Згідно з даними, зібраними під час перепису Національним інститутом статистики, населення комуни становить 5298 осіб, з яких 2800 чоловіків та 2498 жінок.
Населення комуни становить 0,67 % від загальної чисельності населення регіону Лос-Лагос. 60,8 % належить до сільського населення і 39,2 % — міське населення.